# Фрієра-де-Вальверде
Фрієра-де-Вальверде (ісп. Friera de Valverde) — муніципалітет в Іспанії, у складі автономної спільноти Кастилія-і-Леон, у провінції Самора. Населення — 233 особи (2010).
Муніципалітет розташований на відстані близько 240 км на північний захід від Мадрида, 46 км на північ від Самори.

## Демографія
Динаміка населення (INE ):